# Oto Pestner
Oto Pestner (Celje, 4. siječnja 1956.) je slovenski pjevač zabavne glazbe (tenor) i skladatelj. Jedan je od najpoznatijih vokala na zabavno-glazbenoj sceni Slovenije, kojeg odlikuju upečatljiva boja glasa i izvedba. Do ljeta 2008. bio je vođa vokalne grupe New Swing Quartet. Godine 1971. pobijedio je na Festivalu slovenske popevke s pjesmom "Trideset let", kao i šest godina kasnije s pjesmom "Vrača se pomlad". Godine 1979. na slovenskom festivalu Melodija mora i sunca odnosi pobjedu s pjesmom "Tople julijske noči". Na istom festivalu godinu kasnije pjeva u duetu s Majdom Petan pobjedničku pjesmu "Melodije morja in sonca". Nastupao je i na Festivalu Opatija, sarajevskom Šlageru sezone, te na Splitskom festivalu. 1979. je na "Splitu" izvodio čak dvije kompozicije: Solo je pjevao "Ljubav je kad nekog voliš kao ja", te u duetu s Oliverom Dragojevićem veliki hit Zdenka Runjića "Vjeruj u ljubav". 

## Hitovi
- Trideset let
- Vse je lepše, ker te ljubim
- Dan ljubezni
- Slovenija, moja dežela
- Ciganska kri
- Dom za zaljubljene

## Vanjske poveznice

### Sestrinski projekti
|  | Zajednički poslužitelj ima još gradiva o temi Oto Pestner |

### Mrežna mjesta
- (slov.) (engl.) Oto Pestner – službene stranice
- (slov.) www.delo.si – Katja Humar: Oto, slovenski »the voice«
- (slov.) www.dnevnik.si – Borut Mehle: "Oto Pestner: Ko poješ, se moraš počutiti udobno"
- (engl.) Oto Pestner na Discogsu (diskografija)